# Ютерзен
Ютерзен (на немски: Uetersen, МФА: [ˈyːtɐzən]) е град в Шлезвиг-Холщайн, Германия. По данни от 2006 г. населението му е 17 866 жители.